# Nosy Tanikely
Nosy Tanikely (in het plaatselijk dialect ook gespeld als Nosy Tahikely) is een eilandje van Madagaskar in de Straat Mozambique. Het eiland behoort administratief tot de gemeente Nosy Be in de regio Diana en ligt ten zuiden van Nosy Be en ten westen van Nosy Komba. Sinds 2011 heeft het de status van nationaal park.

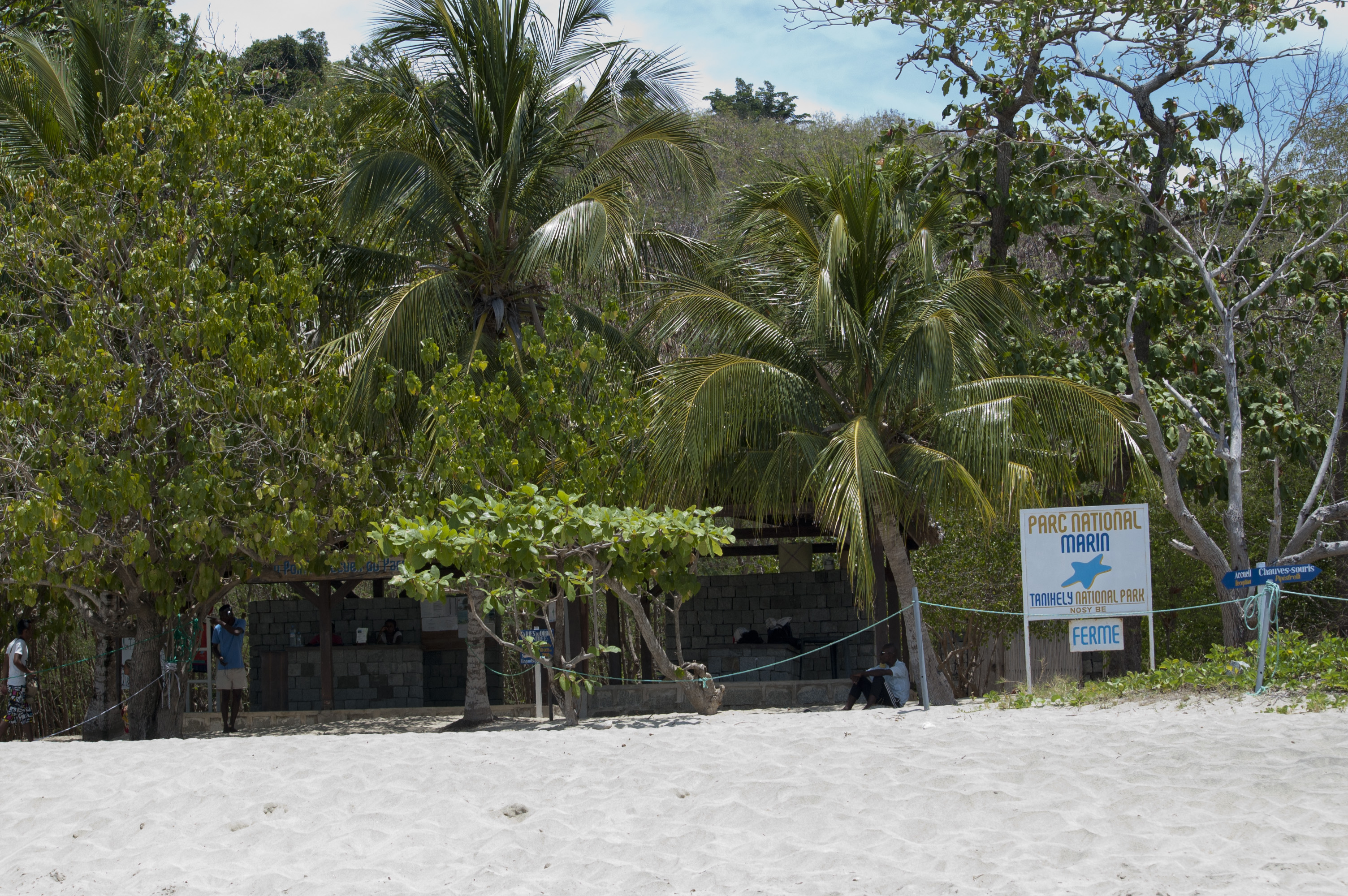

Het eiland is onbewoond en er leven dieren als vleerhonden en schildpadden. De moormaki is er uitgezet. Duiken en snorkelen wordt veel gedaan in de wateren rondom het eiland, met een gemiddelde diepte van 12 meter (maximaal 18 meter), vooral vanwege de biodiversiteit. Men heeft een zicht tot de diepte van 10 tot 30 meter, hoewel dit wisselt door de aanwezigheid van plankton. De temperatuur van het water varieert tussen de 25 en 30 graden Celsius.
Midden op het eiland staat een vuurtoren die te bezichtigen is.